# Салим, Джамал
Омар Джамал Салим Магула (англ. Omar Jamal Salim Magoola; 27 мая 1995, Кампала, Уганда) — угандийский футболист, вратарь клуба «Ричардс-Бей» из Омдурмана и сборной Уганды.

## Клубная карьера
Омар начал карьеру в клубе «Экспресс», в составе которого стал чемпионом Уганды. Затем выступал за «Кампала Сити Коунсил», с которым также дважды выиграл первенство.
8 февраля 2014 года Салим дебютировал в Лиге чемпионов КАФ, проведя без пропущенным мячей встречу с «Аль-Меррейх».
Спустя четыре месяца голкипер перешёл в «Аль-Меррейх», с которым в 2015 году Джамал стал чемпионом и обладателем кубка Судана, а также дошёл до полуфинала Лиги чемпионов КАФ, где в двухматчевом противостоянии уступил конголезскому «ТП Мазембе». 23 октября 2018 Джамал подписал контракт с другим суданским клубом, «Аль-Хиляль».

## Карьера в сборной
10 июля 2012 года голкипер дебютировал в составе сборной Уганды в товарищеском матче со сборной Южного Судана.
4 января 2017 года Салим был включён в окончательную заявку для участия в Кубке африканских наций 2017. На турнире в Габоне Джамал не принял участие ни в одном из матчей своей сборной, которая вылетела после группового этапа.

## Достижения
«Экспресс»
- Чемпион Уганды (1): 2011/12

 «Кампала Сити Коунсил»
- Чемпион Уганды (2): 2012/13, 2013/14

 «Аль-Меррейх»
- Чемпион Судана (1): 2015
- Обладатель Кубка Судана (1): 2015